# Seulingswald
Seulingswald este o arie protejată (arie specială de conservare — SAC, sit de importanță comunitară — SCI) din Germania întinsă pe o suprafață de 2.323,15 ha, integral pe uscat.

## Localizare
Centrul sitului Seulingswald este situat la coordonatele 50°54′38″N 9°51′28″E / 50.9106°N 9.8578°E.

## Înființare
Situl Seulingswald a fost declarat sit de importanță comunitară în aprilie 1999 pentru a proteja 10 specii de animale. Situl a fost protejat și ca arie specială de conservare în martie 2008.

## Biodiversitate
Situată în ecoregiunea continentală, aria protejată conține 2 habitate naturale: Păduri de fag Luzulo-Fagetum, Păduri aluvionare cu Alnus glutinosa și Fraxinus excelsior (Alno-Padion, Alnion incanae, Salicion albae).
La baza desemnării sitului se află mai multe specii protejate:
- păsări (7): minunița (Aegolius funereus), barză neagră (Ciconia nigra), ciocănitoare neagră (Dryocopus martius), ciuvică (Glaucidium passerinum), gaia roșie (Milvus milvus), ciocănitoare verzuie (Picus canus), sitar de pădure (Scolopax rusticola)
- amfibieni (1): triton cu creastă (Triturus cristatus)
- mamifere (2): liliac cu urechi mari (Myotis bechsteinii), liliac comun (Myotis myotis)

Pe lângă speciile protejate, pe teritoriul sitului au mai fost identificate 5 specii de plante, 1 specie de păsări, 7 specii de amfibieni, 7 specii de mamifere.